# Garland (Nebraska)
Garland es una villa ubicada en el condado de Seward en el estado estadounidense de Nebraska. En el Censo de 2010 tenía una población de 216 habitantes y una densidad poblacional de 496,42 personas por km².

## Geografía
Garland se encuentra ubicada en las coordenadas 40°56′41″N 96°59′7″O / 40.94472, -96.98528. Según la Oficina del Censo de los Estados Unidos, Garland tiene una superficie total de 0.44 km², de la cual 0.44 km² corresponden a tierra firme y (0%) 0 km² es agua.

## Demografía
Según el censo de 2010, había 216 personas residiendo en Garland. La densidad de población era de 496,42 hab./km². De los 216 habitantes, Garland estaba compuesto por el 98.61% blancos, el 0.93% eran afroamericanos, el 0% eran amerindios, el 0.46% eran asiáticos, el 0% eran isleños del Pacífico, el 0% eran de otras razas y el 0% pertenecían a dos o más razas. Del total de la población el 0% eran hispanos o latinos de cualquier raza.